# Lavoir de Fixin
Le lavoir de Fixin du XIXe siècle est un des plus beaux lavoirs de Bourgogne à Fixin en Côte-d'Or.

## Historique
En 1827 le lavoir est édifié sur la route des Grands Crus à Fixin vraisemblablement d'après les plans de l'architecte dijonnais Auguste Sirodot. 

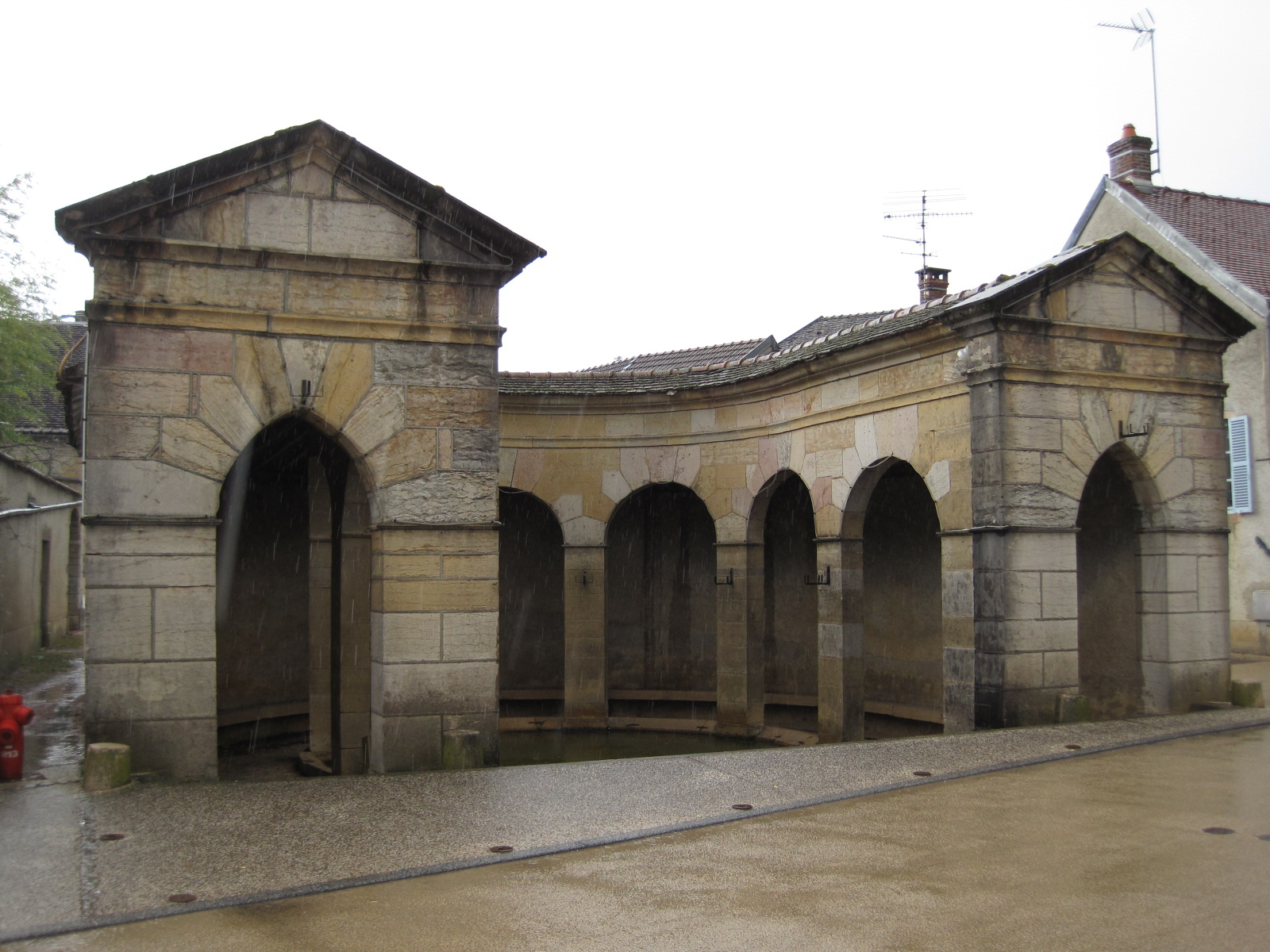
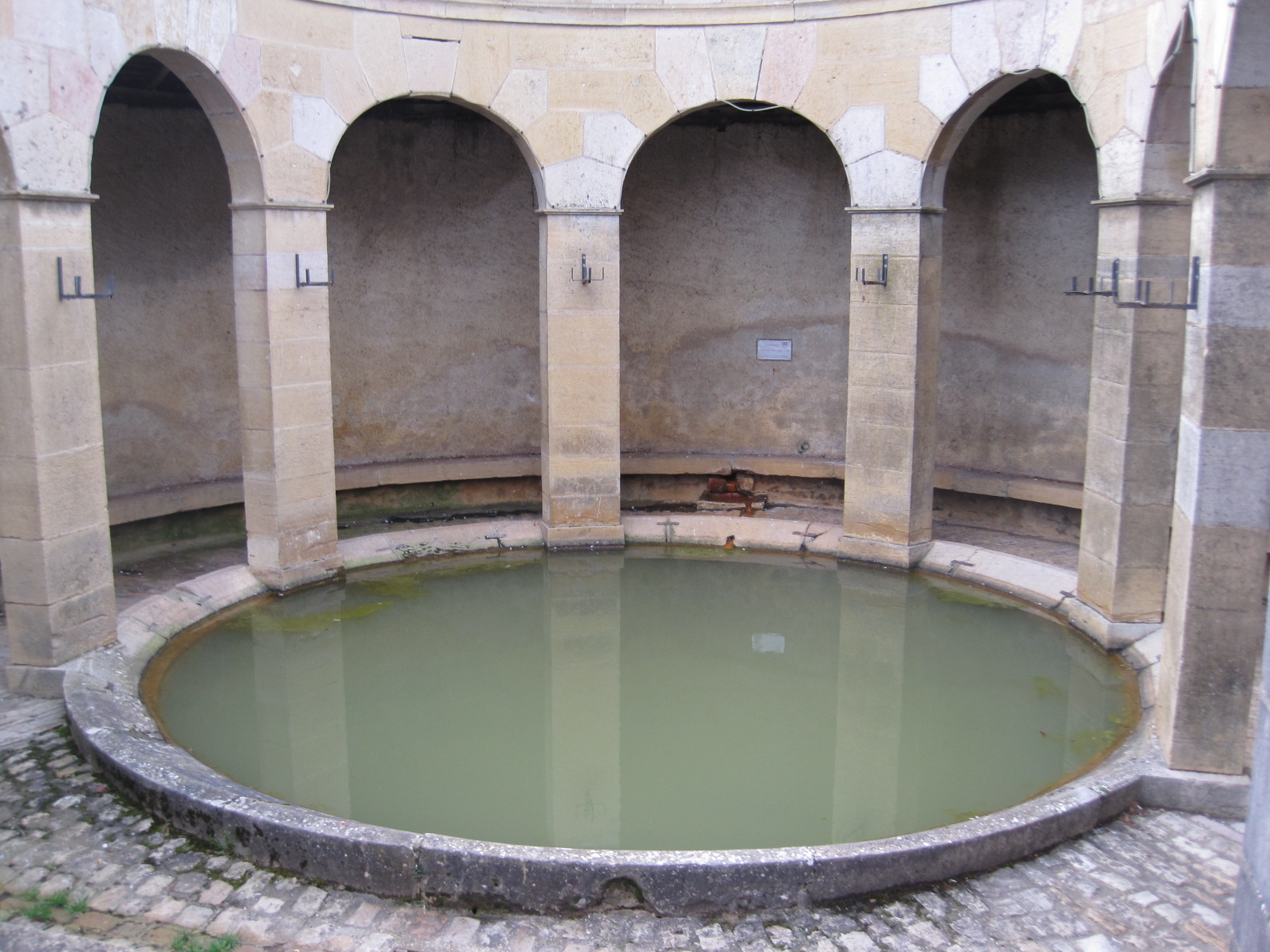
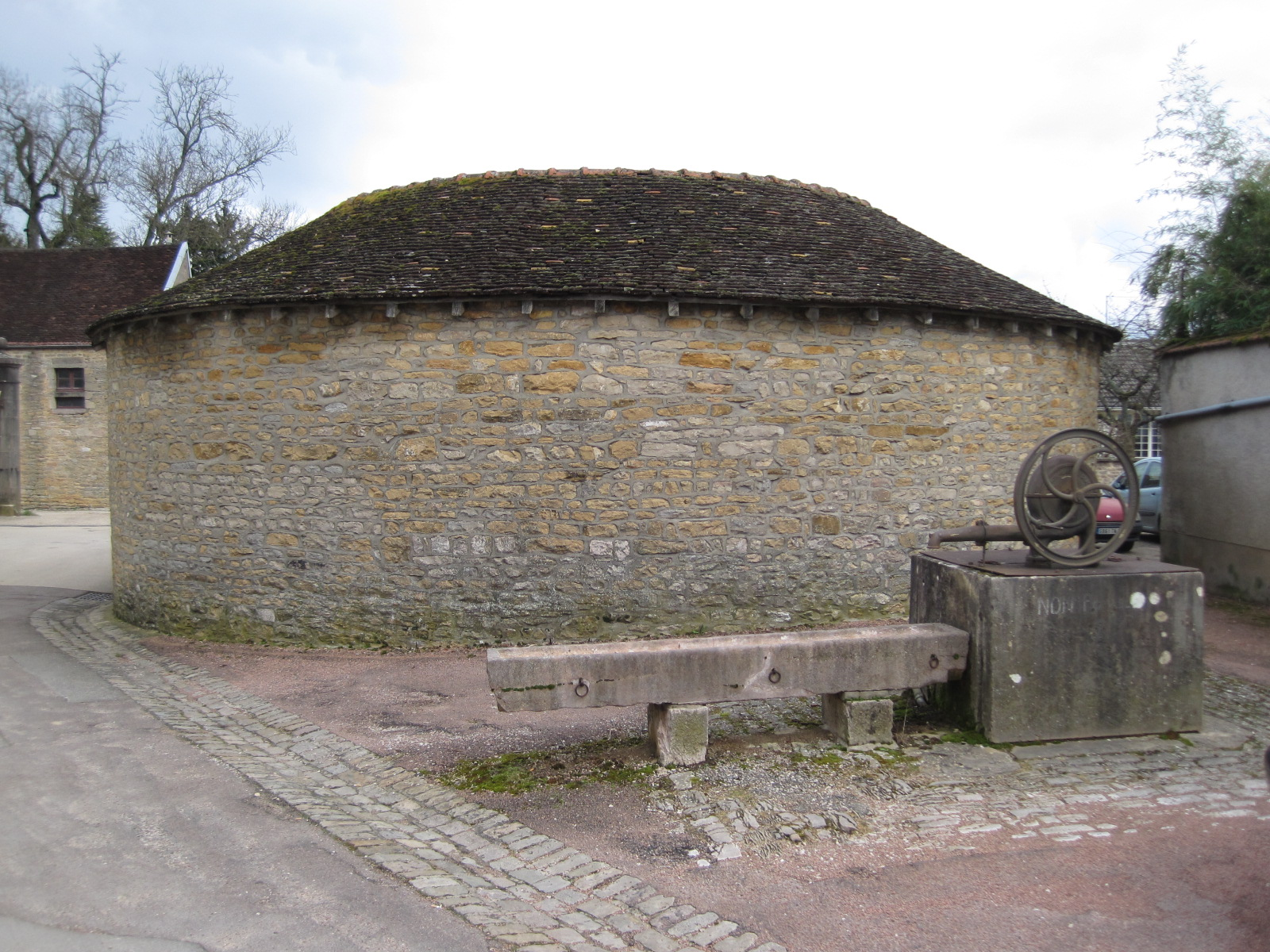

Il est alimenté par une source d'eau ferrugineuse.